# Webensenu
Webensenu, auch Ubensenu, war ein Sohn des altägyptischen Königs Amenophis II. Prinz (Sa-nesut) Webensenu wird namentlich zusammen mit seinem Bruder Nedjem auf einer Statue des Beamten Minmose, Aufseher der Arbeiten in diesem Tempel, genannt, die vielleicht aus Karnak stammt.
Er starb jung und wurde vermutlich im Grab seines Vaters in KV35 im Tal der Könige beigesetzt, da sich dort seine Kanopenkrüge und Uschebtis fanden. Die 1898 von Victor Loret gefundene Anlage enthielt in einer Nebenkammer (Jd) zur Grabkammer drei Mumien: Zwei Frauen und einen Jungen, der noch die Jugendlocke trägt. Während Mumie KV35EL (Elder Lady) als Königin Teje und KV35YL (Younger Lady) als Tochter von Amenophis III. und Teje identifiziert werden konnten, ist die Identität des Jungen unbekannt. Der Anatom Grafton Elliot Smith schätzte das Alter des Jungen bei seiner Untersuchung auf etwa elf Jahre und vermutete, dass es sich um Webensenu handelt.